# Dubai Desert Classic
Dubai Desert Classic är en professionell golftävling som varje år brukar hållas i februari eller mars.
Tävlingen hålls i Dubai i Förenade Arabemiraten och är en av tävlingarna på PGA European Tour. Den hölls första gången 1989 och var den första europatourtävlingen i Mellanöstern. Den spelas normalt på Majlisbanan på Emirates Golf Club men 1999 och 2000 spelades den på Dubai Creek Golf Club. 
Tack vare de höga prissummorna så drar tävlingen till sig några av de största stjärnorna inom golfvärlden. 

## Segrare

### Dubai Desert Classic
| År   | Segrare              | Nationalitet  |
| 2019 | Bryson DeChambeau    | USA           |
| 2018 | Li Haotong           | Kina          |
| 2017 | Sergio García        | Spanien       |
| 2016 | Danny Willett        | England       |
| 2015 | Rory McIlroy         | Nordirland    |
| 2014 | Stephen Gallacher    | Skottland     |
| 2013 | Stephen Gallacher    | Skottland     |
| 2012 | Rafael Cabrera-Bello | Spanien       |
| 2011 | Álvaro Quirós        | Spanien       |
| 2010 | Miguel Ángel Jiménez | Spanien       |
| 2009 | Rory McIlroy         | Irland        |
| 2008 | Tiger Woods          | USA           |
| 2007 | Henrik Stenson       | Sverige       |
| 2006 | Tiger Woods          | USA           |
| 2005 | Ernie Els            | Sydafrika     |
| 2004 | Mark O'Meara         | USA           |
| 2003 | Robert-Jan Derksen   | Nederländerna |
| 2002 | Ernie Els            | Sydafrika     |
| 2001 | Thomas Björn         | Danmark       |
| 2000 | José Coceres         | Argentina     |
| 1999 | David Howell         | England       |
| 1998 | José Maria Olazábal  | Spanien       |
| 1997 | Richard Green        | Australien    |
| 1996 | Colin Montgomerie    | Skottland     |
| 1995 | Fred Couples         | USA           |
| 1994 | Ernie Els            | Sydafrika     |
| 1993 | Wayne Westner        | Sydafrika     |
| 1992 | Seve Ballesteros     | Spanien       |
| 1991 | Inställt             | Inställt      |
| 1990 | Eamonn Darcy         | Irland        |
| 1989 | Mark James           | England       |

## Namn på tävlingen
| År    | Namn                             |
| 1989  | Karl Litten Desert Classic       |
| 1990  | Emirates Airlines Desert Classic |
| 1992- | Dubai Desert Classic             |